# Leptogramma totta
Leptogramma totta là một loài dương xỉ thuộc họ Thelypteridaceae. Loài này được Diederich Franz Leonhard von Schlechtendal mô tả khoa học đầu tiên năm 1825.